# Foncteur Tor
En mathématiques, le foncteur Tor est le foncteur dérivé associé au foncteur produit tensoriel. Il trouve son origine en algèbre homologique, où il apparaît notamment dans l'étude des suites spectrales et dans la formulation du théorème de Künneth.

## Motivation
Les foncteurs dérivés tentent de mesurer le défaut d'exactitude d'un foncteur. Soit R un anneau, considérons la catégorie RMod des R-modules et ModR des R-modules à droite. 
Soit une suite exacte courte de R-modules à gauche :
{\displaystyle 0\to X{\stackrel {\alpha }{\to }}Y{\stackrel {\beta }{\to }}Z\to 0}.
L'application du produit tensoriel à gauche par un R-module à droite A est exacte à droite, on obtient la suite exacte courte de groupes abéliens :
{\displaystyle A\otimes _{R}X{\stackrel {{\mathsf {id}}_{A}\otimes \alpha }{\longrightarrow }}A\otimes _{R}Y{\stackrel {{\mathsf {id}}_{A}\otimes \beta }{\longrightarrow }}A\otimes _{R}Z\to 0}.
L'application {\displaystyle {\mathsf {id}}_{A}\otimes \alpha } n'est en général pas injective, et en conséquence on ne peut pas prolonger la suite exacte à gauche.

## Définition
Si on note T le foncteur de la catégorie ModR des R-modules à droite dans la catégorie Ab des groupes abéliens qui correspond au produit tensoriel. Ce foncteur est exact à droite mais pas à gauche, on définit les foncteurs Tor à partir des foncteurs dérivés à gauche {\displaystyle L_{n}T} par :
{\displaystyle \mathrm {Tor} _{n}^{R}(A,B)=L_{n}T(A)}.
C'est donc un bifoncteur de ModR × RMod dans Ab.

## Propriétés
Le foncteur Tor est additif, c'est-à-dire que l'on a :
{\displaystyle \mathrm {Tor} ^{R}(A\oplus A',B)\simeq \mathrm {Tor} ^{R}(A,B)\oplus \mathrm {Tor} ^{R}(A',B)} ;
{\displaystyle \mathrm {Tor} ^{R}(A,B\oplus B')\simeq \mathrm {Tor} ^{R}(A,B)\oplus \mathrm {Tor} ^{R}(A,B')}.
Il commute même avec des sommes directes arbitraires.
Dans le cas où l'anneau R est commutatif, si r n'est pas un diviseur de zéro, on a :
{\displaystyle \mathrm {Tor} _{1}^{R}(R/(r),B)=\{b\in B\,|\,rb=0\},}
ce qui explique l'origine du nom « Tor » : il s'agit, dans ce cas, du sous-groupe de torsion. En particulier, 
{\displaystyle \mathrm {Tor} (\mathbb {Z} /m\mathbb {Z} ,\mathbb {Z} /n\mathbb {Z} )\simeq \mathbb {Z} /\mathrm {pgcd} (m,n)\mathbb {Z} }
où intervient le plus grand commun diviseur des entiers m et n. En vertu du théorème de structure des groupes abéliens de type fini, et de la propriété d'additivité, cela permet d'étudier le foncteur Tor pour n'importe quel groupe abélien de type fini.
Si l'anneau R est principal, TorRn = 0 pour tout n ≥ 2 car tout R-module admet une résolution (en) libre de longueur 1.

## Torsion nulle
Un module est plat si et seulement si son premier foncteur Tor est trivial (et alors, tous les foncteurs Tor le sont). On peut notamment définir Tor à partir d'une résolution plate au lieu de projective.
Si A est un groupe abélien, alors les propositions suivantes sont équivalentes :
- A est sans torsion, c'est-à-dire qu'il ne possède aucun élément d'ordre fini excepté 0 ;
- Tor(A, B) = 0 pour tout groupe abélien B ;
- Une suite exacte courte demeure exacte après tensorisation par A ;
- Si {\displaystyle \alpha :X\to Y} est un homomorphisme de groupes injectif, {\displaystyle {\mathsf {id}}_{A}\otimes \alpha } est injectif.